# Старіння імунітету
Старіння імунітету (імуносенесценція, імуностаріння) — це поступове погіршення імунної системи, спричинене природним віковим процесом. Адаптивна імунна система страждає більше, ніж вроджена імунна система.  Старіння імунітету стосується як його здатності реагувати на інфекції, так і розвитку довготривалої імунної пам’яті. Віковий імунодефіцит виявляється як у довго-, так і у короткоживучих видів як функція їх віку відносно очікуваної тривалості життя, а не часу, що минув. 
Це явище досліджували на тваринних моделях, включаючи мишей, сумчастих і мавп.    Зниження імунітету є фактором, що сприяє підвищенню частоти захворюваності та смертності серед людей похилого віку. Поряд з анергією та виснаженням Т-клітин імуностаріння належить до основних дисфункціональних станів імунної системи. Однак, незважаючи на те, що анергія Т-клітин є оборотним станом, станом на 2025 рік не було розроблено жодних методів уповільнення імуностаріння.  
Старіння імунітету не є випадковим явищем, здається, що воно зворотно повторює еволюційну схему. Більшість параметрів, на які впливає імуностаріння, ймовірно, знаходиться під генетичним контролем.  Старіння імунітету можна розглядати як результат постійного неминучого впливу різноманітних антигенів, таких як віруси та бактерії. 

## Пов'язане з віком зниження імунної функції
Старіння імунної системи є суперечливим явищем. Воно відноситься до реплікативного старіння з клітинної біології, яке описує стан, коли верхня межа клітинних поділів ( межа Хейфліка ) була перевищена, і такі клітини здійснюють апоптоз або втрачають свої функціональні властивості. Імуносенесценція загалом означає значну зміну як структурних, так і функціональних параметрів, яка має клінічно значущий результат.  Інволюція тимуса, мабуть, є найбільш важливим фактором, відповідальним за імуностаріння. Інволюція тимуса поширена у більшості ссавців; у людей вона починається після статевого дозрівання, оскільки імунологічний захист від більшості нових антигенів необхідний головним чином у дитинстві та дитинстві. 
Основною характеристикою фенотипу імуностаріння є зміна розподілу субпопуляції Т-клітин. У міру інволюції тимуса кількість наївних Т-клітин (особливо CD8+) зменшується, таким чином наївні Т-клітини гомеостатично проліферують у Т-клітини пам’яті в якості компенсації.  Вважається, що перетворення у фенотип пам'яті може бути прискорене шляхом рестимуляції імунної системи стійкими патогенами, такими як цитомегаловірус і вірус простого герпесу. До 40 років приблизно від 50% до 85% дорослих інфіковані цитомегаловірусом людини.  Повторні інфекції латентними вірусами герпесу можуть виснажити імунну систему людей похилого віку.  Послідовна повторювана стимуляція такими патогенами призводить до переважної диференціації фенотипу пам’яті Т-клітин. В огляді 2020 року повідомляється, що раніше всього втрачаються попередники Т-клітин CD8+, специфічні до найбільш рідкісних антигенів.  Такий зсув розподілу призводить до підвищеної вразливості до непостійних інфекцій, раку, аутоімунних захворювань, серцево-судинних захворювань та багатьох інших.  
Т-клітини — не єдині імунні клітини, на які впливає старіння:
- Гемопоетичні стовбурові клітини, які забезпечують регульовану пожиттєву поставку попередників лейкоцитів, які диференціюються в спеціалізовані імунні клітини, зменшують свою здатність до самовідновлення. [15] Це пов’язано з накопиченням окисного пошкодження ДНК внаслідок старіння та клітинної метаболічної активності [16] і теломерного вкорочення.
- Зменшується кількість фагоцитів у поєднанні з внутрішнім зниженням бактерицидної активності. [17] [18]
- Зменшується цитотоксичність природних клітин-кілерів і антигенпрезентувальна функція дендритних клітин. [19] [20] [21] [22] Порушення дендритних антигенпрезентувальних клітин, пов’язане з віком, призводить до дефіциту клітинного імунітету і, таким чином, до нездатності ефекторних Т-лімфоцитів модулювати адаптивну імунну відповідь.
- Гуморальний імунітет знижується завдяки зменшенню популяції В-клітин, що продукують антитіла, а також меншій різноманітності та спорідненості імуноглобулінів. [23] [24]

Крім змін в імунних реакціях, сприятливі ефекти запалення, спрямовані на нейтралізацію небезпечних і шкідливих агентів на ранньому етапі життя і в зрілому віці, стають згубними наприкінці життя в період, здебільшого не передбачений еволюцією, відповідно до теорії антагоністичної плейотропії старіння.  Зміни в лімфоїдному відділі не є єдиною причиною неправильної роботи імунної системи. Хоча вироблення мієлоїдних клітин, здається, не зменшується з віком, порушується регуляція макрофагів внаслідок змін навколишнього середовища. 

## Т-клітинні біомаркери вікової дисфункції
Зміни, пов’язані з віком, очевидні на всіх стадіях розвитку Т-клітин, що робить їх суттєвим чинником імуностаріння.  Зниження функції Т-клітин починається з прогресивної інволюції тимуса, який є органом, необхідним для дозрівання Т-клітин. Це зниження, у свою чергу, зменшує вироблення IL-2   і зменшення/виснаження кількості тимоцитів (тобто незрілих Т-клітин), таким чином зменшуючи вихід периферичних наївних Т-клітин.   Після того, як Т-клітини дозрівають і циркулюють у периферичній системі, вони зазнають шкідливих вікових змін. Це залишає організм практично позбавленим наївних Т-клітин, що робить його більш схильним до різноманітних захворювань. 
- зсув співвідношення CD4+/CD8+[32]
- накопичення та клональна експансія Т-клітин пам'яті та ефекторних T-клітин [8][33]
- порушення розвитку CD4+ фолікулярних T-хелперів (спеціалізовані у сприянні дозрівання периферичних B-лімфоцитів, продукції плазматичних клітин та B-клітин пам'яти) [34]
- дерегуляція внутрішньоклітинних сигналів [35]
- зменшення можливості продукції лімфокінів [36][33][37]
- звуження репертуару T-клітинних рецепторів [38][39]
- пригнічення активності CD28 костимуляторних молекул [40]
- зниження активності натуральних кілерів [20] через зниження експресії рецепторів (NKp30, NKp46 і т.п.) та (одночасно) зростання експресії їх гальмівних рецепторів (KIR, NKG2C, і т.п.) [41]
- скорочення цитотоксичної активності через порушення експресії таких молекул як IFN-γ, гранзим B або перфорин [42][6]
- порушення проліферації у відповідь на антигенну стимуляцію  [36][33][38][39]
- накопичення та клональна експансія клітин пам'яті та ефекторних Т-клітин
- послаблення імунітету проти вірусних патогенів, особливо за рахунок цитотоксичних Т-клітин [43]
- зміни у цитокіновому профілі, наприклад, зростання з віком рівня прозапальних цитокинів [44], наприклад IL-6 [10]
- зростання експресії PD-1 [45]
- гліколіз в якості переважного шляху енергетичного метаболізму, внаслідок чого мітохондрії продукують надлишок активних форм кисню [46]
- присутність специфічних біомаркерів старіння T-клітин (кільцева РНК100783, мікро-РНК MiR-181a)[47][48]

## Наслідки
У людей похилого віку часто спостерігаються неспецифічні ознаки та симптоми, а ознаки вогнищевої інфекції часто відсутні або приховані хронічними захворюваннями.  Це ускладнює діагностику та лікування.

### Вакцинація у похилому віці
Знижена ефективність вакцинації у літніх людей пов’язана з їхньою обмеженою здатністю реагувати на імунізацію новими непостійними патогенами та корелює як зі змінами CD4:CD8, так і з порушенням функції дендритних клітин.  Таким чином, вакцинація на ранніх стадіях життя здається більш ефективною, хоча тривалість ефекту залежить від збудника.  

### Методи запобігання старіння імунітету
Видалення старіючих клітин за допомогою сенолітичних сполук було запропоновано як метод підвищення імунітету під час старіння. 
Старіння імунної системи у мишей можна частково обмежити шляхом відновлення росту тимуса, чого можна досягти шляхом трансплантації проліферативних епітеліальних клітин тимуса від молодих мишей.  У доклінічних дослідженнях було доведено, що метформін уповільнює старіння.  Його захисний ефект, ймовірно, викликаний в основному зміною метаболізму мітохондрій, зокрема зниженням реактивного виробництва кисню  або збільшенням співвідношення АМФ:АТФ  і зниженням співвідношення NAD/NADH. Коензим NAD+ знижується в різних тканинах залежно від віку, і, отже, зміни, пов’язані з окислювально-відновним потенціалом, здаються критичними в процесі старіння  і добавки NAD+ можуть мати захисний ефект.  Аналогічно діє рапаміцин, протипухлинний агент та імунодепресант. 